# Schloss Untermaßfeld
Schloss Untermaßfeld ist ein ehemaliges Wasserschloss der Grafen von Henneberg in Untermaßfeld, Landkreis Schmalkalden-Meiningen.

## Geschichte
Die Anlage entstand vermutlich im 13. Jahrhundert und wurde in der folgenden Zeit zur Festung ausgebaut. Im Dreißigjährigen Krieg war sie schwer umkämpft, im Jahr 1640 schloss der kaiserliche General Gilles de Haes sie mehrmals ein und wurde jeweils von den Schweden unter Königsmarck vertrieben. 1646 wurde die Festung zum Teil geschleift, aber in den nächsten Jahrzehnten noch mehrfach aus- und umgebaut. Ab 1681 wurde sie entfestigt und die Steine wurden u. a. zum Neubau des Schlosses Elisabethenburg in Meiningen verwendet.
1813 wurde im Schloss eine „Straf- und Besserungsanstalt“ eingerichtet, die ab 1878 als gemeinschaftliche Strafanstalt für sieben thüringische Staaten ausgebaut wurde. Es entstanden seit 1886–87 mehrere die ältere Bausubstanz des Schlosses verdeckende Anbauten. Nach einem Brandschaden wurden 1982 das früher im Innenhof freistehende Palasgebäude von 1538 und der Bergfried abgerissen.

## Heutiger Zustand
Erhalten geblieben ist die trapezförmige starke Umwehrung aus Wohn- und Wirtschaftsräumen mit sieben Wachtürmen aus dem 15. Jahrhundert. Der älteste Teil ist heute der Teil am Hexenturm von 1446. Im Jahre 2013 wurde ein Zuchthausmuseum in der JVA eröffnet.